# Harun Sipahi
Harun Sipahi (* 22. Juli 1980 in Wolfenbüttel, Niedersachsen) ist ein deutscher Boxtrainer und ehemaliger Boxer türkischer Abstammung.

## Boxkarriere
Sipahi boxte für den BAC Wolfenbüttel und wurde in den Jahren 2001, 2002, 2003, 2004 und 2008 jeweils Deutscher Meister im Halbweltergewicht, wobei er in den Finalkämpfen Guido Ringmann, Ali Ahraoui, Martin Dreßen (2×) und Slawa Kerber besiegen konnte. 2005 wurde er Vizemeister, 2007 gewann er Bronze. Zudem boxte er für den Velberter BC in der 1. Bundesliga, wo ihm unter anderem ein Sieg gegen den Weltmeister Jack Culcay-Keth gelang. 2006 gewann er den prestigeträchtigen Chemiepokal von Halle (Saale) mit Siegen gegen Urantschimegiin Mönch-Erdene, Boris Georgiew und Oleg Komissarow. In Länderkämpfen konnte er unter anderem 2002 den Kubaner Emilio Correa und 2005 den Ungar Gyula Káté bezwingen.
Er gewann bei der Europameisterschaft 2002 in Perm, nach einer Niederlage im Halbfinale gegen den späteren Goldmedaillengewinner Alexander Maletin, eine Bronzemedaille im Leichtgewicht. Diesem unterlag er dann auch in der Vorrunde bei der Weltmeisterschaft 2003 in Bangkok und im Viertelfinale bei der Europameisterschaft 2004 in Pula.
Bei Militär-Weltmeisterschaften gewann er 2004 in Fort Huachuca, nach einer Halbfinalniederlage gegen Dilschod Machmudow, eine Bronzemedaille, sowie 2005 in Pretoria mit einem Finalsieg gegen Dmitri Pawlutschenkow, die Goldmedaille im Halbweltergewicht. Im August 2007 betrug seine Bilanz 149 Kämpfe mit 120 Siegen.
Im April 2008 startete er bei der europäischen Olympiaqualifikation in Athen, wo er im Halbfinale gegen den späteren Gewinner John Joyce ausschied. Im Oktober 2008 besaß er eine Bilanz von 167 Kämpfen mit 132 Siegen.
Von November 2016 bis Mai 2018 bestritt er fünf siegreiche Profikämpfe und wurde dabei am 20. Mai 2017 Internationaler Deutscher Meister (GBA) im Halbschwergewicht.

## Trainertätigkeit
Nach seiner Wettkampfkarriere arbeitete er als Boxtrainer, unter anderem von Patrick Rokohl, sowie als Co-Trainer beim Fußballverein KSC Wolfenbüttel.